# Stoney Creek
Stoney Creek är en ort i Kanada.   Den ligger i provinsen Ontario, i den sydöstra delen av landet, 400 km sydväst om huvudstaden Ottawa. Stoney Creek ligger 112 meter över havet och antalet invånare är 62 292.
Terrängen runt Stoney Creek är lite kuperad. Runt Stoney Creek är det ganska tätbefolkat, med 111 invånare per kvadratkilometer.. Närmaste större samhälle är Hamilton, 7,7 km nordväst om Stoney Creek. 
Omgivningarna runt Stoney Creek är en mosaik av jordbruksmark och naturlig växtlighet.